# Fuoco greco

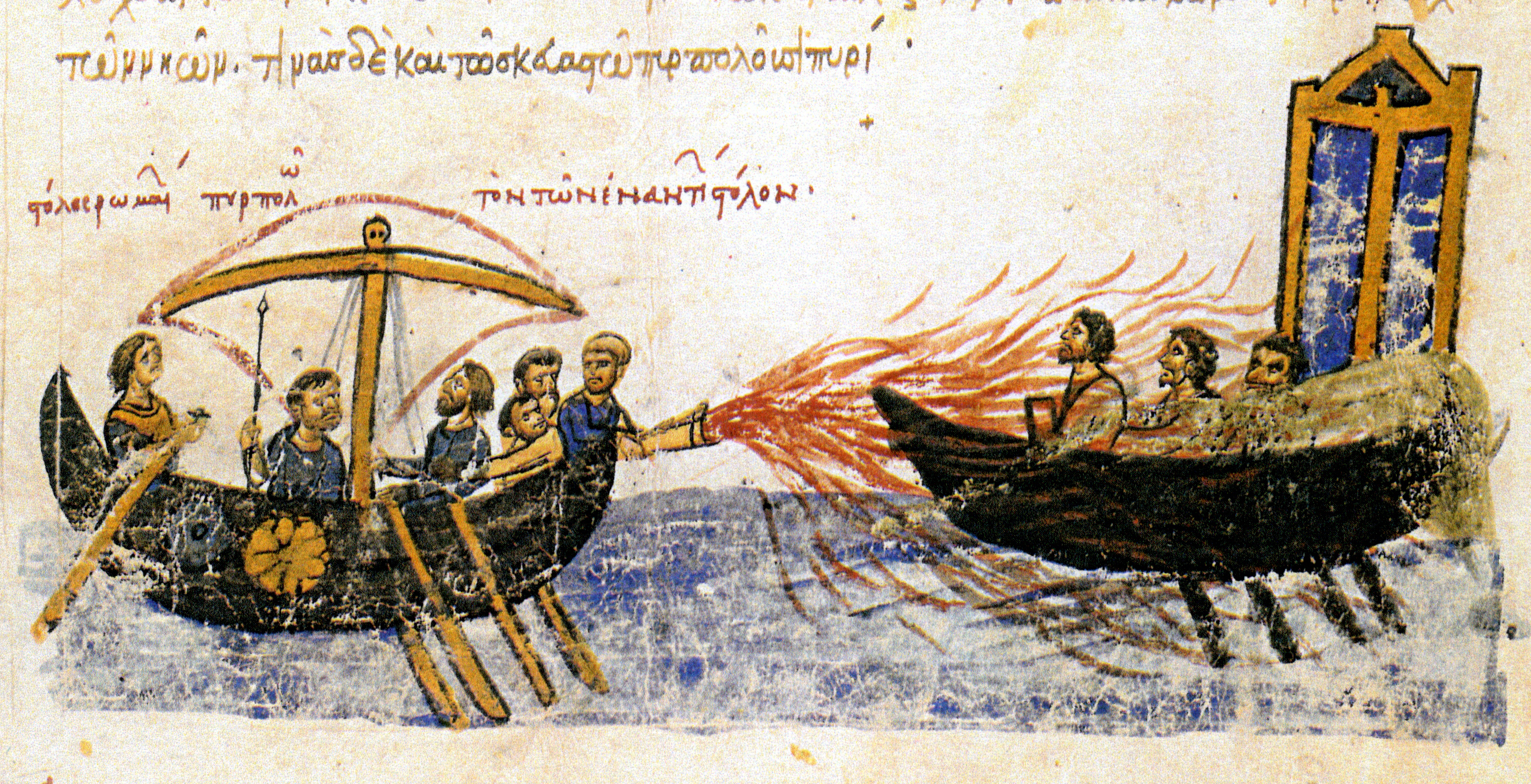
Marinai bizantini usano il fuoco greco contro il ribelle Tommaso lo Slavo (Scilitze di Madrid)

Il fuoco greco (in greco antico: ὑγρόν πῦρ?, hygròn pŷr, "fuoco liquido") era una miscela usata dai bizantini dal 668 in poi, per attaccare i nemici con il fuoco e, in particolar modo, per incendiare il naviglio avversario e difendere posizioni strategiche sulle mura.
L'espressione "fuoco greco" non è riscontrata nelle fonti bizantine, infatti il termine è stato coniato ben dopo la sua scomparsa; nelle fonti dell'epoca la miscela era chiamata:"fuoco marino" (πῦρ θαλάσσιον, pŷr thalássion), "fuoco romano" (πῦρ ῥωμαϊκόν, pŷr rhōmaïkón), "fuoco di guerra" (πολεμικὸν πῦρ,  polemikòn pŷr), "fuoco liquido" (ὑγρὸν πῦρ, hygròn pŷr), "fuoco vischioso" (πῦρ κολλητικόν, pŷr kollētikón) o "fuoco artificiale" (πῦρ σκευαστόν, pŷr skeuastón).
La sua efficacia bellica era assicurata dal fatto che gli incendi causati dalla miscela non erano estinguibili con l'uso dell'acqua, che, anzi, ne ravvivava la forza.

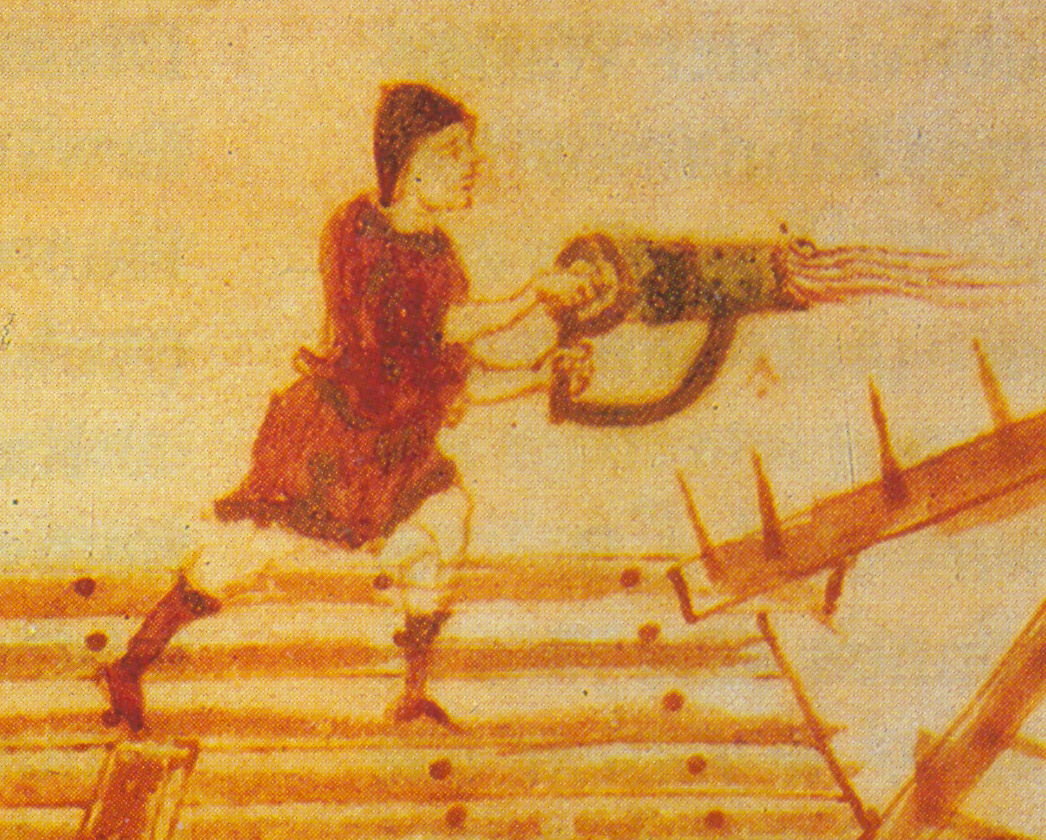
Dettaglio di un dispositivo manuale per il lancio

## Storia
Teofane Confessore attribuisce l'invenzione del fuoco greco a Callinico, vissuto a Eliopolis (oggi Baalbek in Libano) nel VII secolo.
Il primo uso documentato risale al primo assedio di Costantinopoli da parte degli Arabi nel 674, quando fu usato dai bizantini sulle mura.In seguito l'uso del fuoco greco fece fallire anche il secondo assedio di Costantinopoli, condotto dagli Arabi musulmani fra il 717 e il 718.
Durante gli anni 821-822 fu usato contro la flotta slava che assediava la capitale dell'impero.
Nel 941 fu registrato il suo utilizzo da parte della flotta comandata da Romano I Lecapeno, che con sole 15 navi riuscì a liberare Costantinopoli dal blocco navale da parte della flotta dei Rus', che comprendeva svariate centinaia di navi.
Nel 972, sotto il regno dell'imperatore Giovanni I Zimisce, venne usato per conquistare la capitale bulgara Preslav.
Nel 988-989 l'imperatore bizantino Basilio II lo usò contro le forze ribelli comandate dal generale Barda Foca il Giovane.
Nel 1081 fu usato nell'assedio di Durazzo dove i bizantini bruciarono le macchine d'assedio controllate da Boemondo I di Antiochia.
Alcuni studiosi sostengono che non ci siano testimonianze del suo uso dalla quarta crociata in poi, probabilmente in conseguenza del fatto che il fuoco greco richiedeva materie prime a cui l'impero bizantino non poteva avere più accesso. Tuttavia di esso ci parla anche Jacques de Vitry quando descrive l'assalto alla torre di Damietta avvenuto nella quinta crociata.

## Descrizione

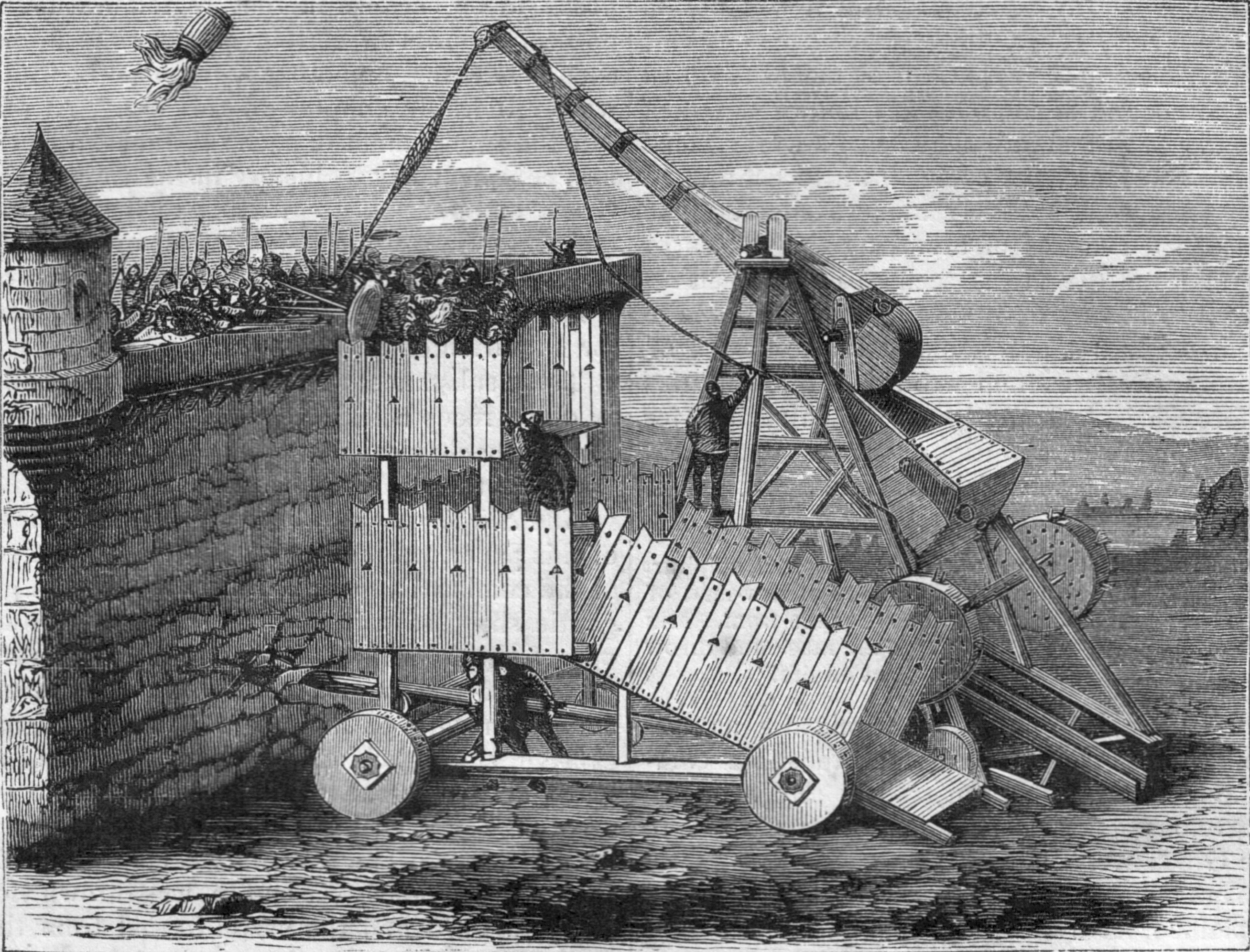
Rappresentazione anacronistica del lancio di fuoco greco mediante un trabucco

La miscela veniva lanciata sulle imbarcazioni nemiche. Il macchinario doveva avere una certa complessità e particolare manifattura; ci sono registri che parlano di 36 navi bizantine contenenti il liquido ed il sistema per usarlo che furono catturate dai bulgari e mai utilizzate. 
Altre varianti del fuoco greco si presentavano in forma di granate. Il liquido era stipato dentro vasi di terracotta che venivano lanciati sul naviglio nemico tramite petriere.
Le navi che venivano attaccate erano realizzate in legno coi comenti dello scafo impermeabilizzati tramite calafataggio e con velatura, sartie e drizze in fibre vegetali, anch'esse intrise di pece, tutti materiali altamente infiammabili.
Nel trattato medievale Liber Ignium ad Comburendos Hostes, scritto in latino accreditato certo Marcus Graecus, si afferma che l'unico modo per spegnere il fuoco greco sarebbe stato quello di usare l'urina, la sabbia o l'aceto.

## Formula segreta
Il fuoco greco fu un'importantissima arma capace di spaventare e sgominare interi eserciti e flotte, tanto importante da portare l'imperatore Romano II a dichiarare che in nessuna circostanza il composto sarebbe dovuto cadere in mani nemiche.
La composizione veniva custodita tanto gelosamente che la legge puniva con la morte chiunque divulgasse ai nemici il segreto. La formula, considerata segreto di stato, conosciuta solo dall'imperatore e pochi artigiani fidati, è stata perduta. 
Si ritiene comunque che la miscela fosse a base di petrolio o nafta probabilmente ottenuti dai territori del Caucaso, più precisamente nella città di Tmutarakan', nell'attuale territorio di Krasnodar della Federazione russa, che presentava un territorio ideale per l'estrazione di petrolio in condizioni ottimali senza particolari sforzi.
Altri composti della miscela potrebbero essere stati ossido di calcio, zolfo, resina vegetale e nitrato di potassio.
Il processo di creazione era complicato e pericoloso, e sicuramente necessitava di una tecnologia particolarmente avanzata per il tempo.
Le attuali informazioni sul fuoco greco sono parziali e molte volte incongruenti fra di loro, quindi per ricostruire un quadro generale è necessario basarsi anche sulle fonti storiche secondarie come la descrizione di Anna Comnena che viene ritenuta, almeno in parte, una ricetta parziale per il fuoco greco:
(Anna Comnena, Alessiade 1148)

## Metodi di uso

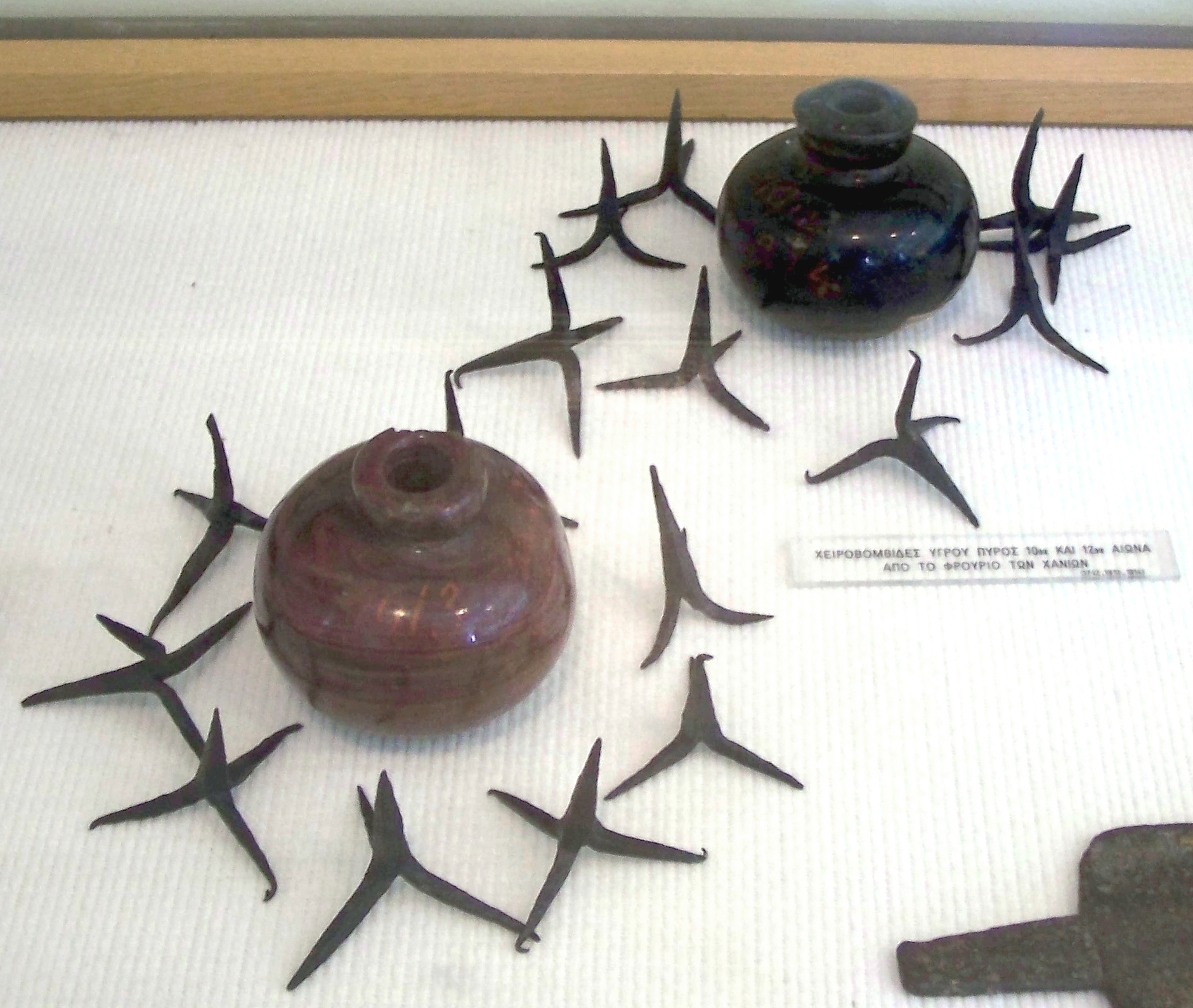
Granate di ceramica contenenti fuoco greco circondate da triboli X-XII secolo, conservate al Museo nazionale di Atene

La versatilità del fuoco greco permetteva il suo utilizzo sia in battaglie navali che in battaglie campali e assedi, tramite l'utilizzo di catapulte che lanciavano anfore contenenti la miscela o tramite l'utilizzo di un rudimentale lanciafiamme, chiamato cheirosiphōn, (sifone a mano) che grazie all'ausilio di torri d'assedio riusciva a lanciare fuoco accompagnato da un forte suono e da una spessa nube di fumo sulle mura nemiche. 
I dromoni erano equipaggiati con elaborati sifoni, foderati probabilmente in pelle di bovino o equino, situati sia a prua che a poppa. Dai sifoni il liquido fuoriusciva sotto forma di un getto di fuoco che raggiungeva i 15 metri: la manovra richiedeva quindi un pericoloso avvicinamento alle navi nemiche. La fiamma durava pochi secondi ma, abilmente manovrata da professionisti adibiti a questa specifica mansione, chiamati sifonatori, era in grado di incendiare una nave nemica.
Le descrizioni del sistema fanno capire che era diviso in diverse parti (differentemente da quanto detto nel trattato militare di Leone VI chiamato Tactica, che usava la parola ”sifone” per riferirsi all'intero dispositivo), tra cui un tubo rivestito o fatto interamente in bronzo, che poteva muoversi in tutte le direzioni (quindi doveva essere montato su un qualche tipo di perno). L'apparecchio aveva anche un braciere che riscaldava il composto, che veniva pressurizzato e sparato sotto forma di un getto di fiamme attraverso una bocchetta. 
Gran parte del funzionamento dell'arma rimane ancora un mistero per via del modo in cui le varie componenti vengono riferite nelle fonti. Il sifone ad esempio viene menzionato come pompa nel testo del IX secolo Vita Stephani Iunioris, mentre nel Poliorketika di Apollodoro viene descritto come un tubo attraverso il quale un liquido pressurizzato passava e veniva lanciato.
Il lanciafiamme era utilizzabile solo quando il mare era calmo e le condizioni del vento erano ottimali.